# Enrico Musolino
Enrico Musolino (* 29. August 1928 in Mailand; † 14. Februar 2010 ebenda) war ein italienischer Eisschnellläufer.
Musolino startete international erstmals bei den Olympischen Winterspielen 1948 in St. Moritz, wobei er den 36. Platz über 5000 m sowie jeweils den 32. Platz über 500 m und 1500 m errang. In den folgenden Jahren kam er bei der Mehrkampfeuropameisterschaft 1950 in Helsinki auf den 11. Platz und bei der Mehrkampf-Weltmeisterschaft 1951 in Davos auf den 17. Rang im Großen Vierkampf. Zudem wurde er in den Jahren 1949, 1951 und 1952 italienischer Meister im Mehrkampf. Bei den Olympischen Winterspielen 1952 in Oslo lief er auf den 31. Platz über 1500 m und auf den 25. Rang über 500 m.

## Persönliche Bestleistungen
| Disziplin | Zeit        | Datum            | Ort         |
| --------- | ----------- | ---------------- | ----------- |
| 500 m     | 43,0 s      | 13. Februar 1955 | Misurinasee |
| 1000 m    | 1:31,2 min  | 16. Januar 1955  | Misurinasee |
| 1500 m    | 2:19,0 min  | 26. Januar 1952  | Davos       |
| 3000 m    | 4:59,3 min  | 10. Januar 1955  | Misurinasee |
| 5000 m    | 8:35,0 min  | 23. Januar 1955  | Misurinasee |
| 10.000 m  | 18:15,6 min | 4. Februar 1955  | Misurinasee |